# T13 (metrolijn)

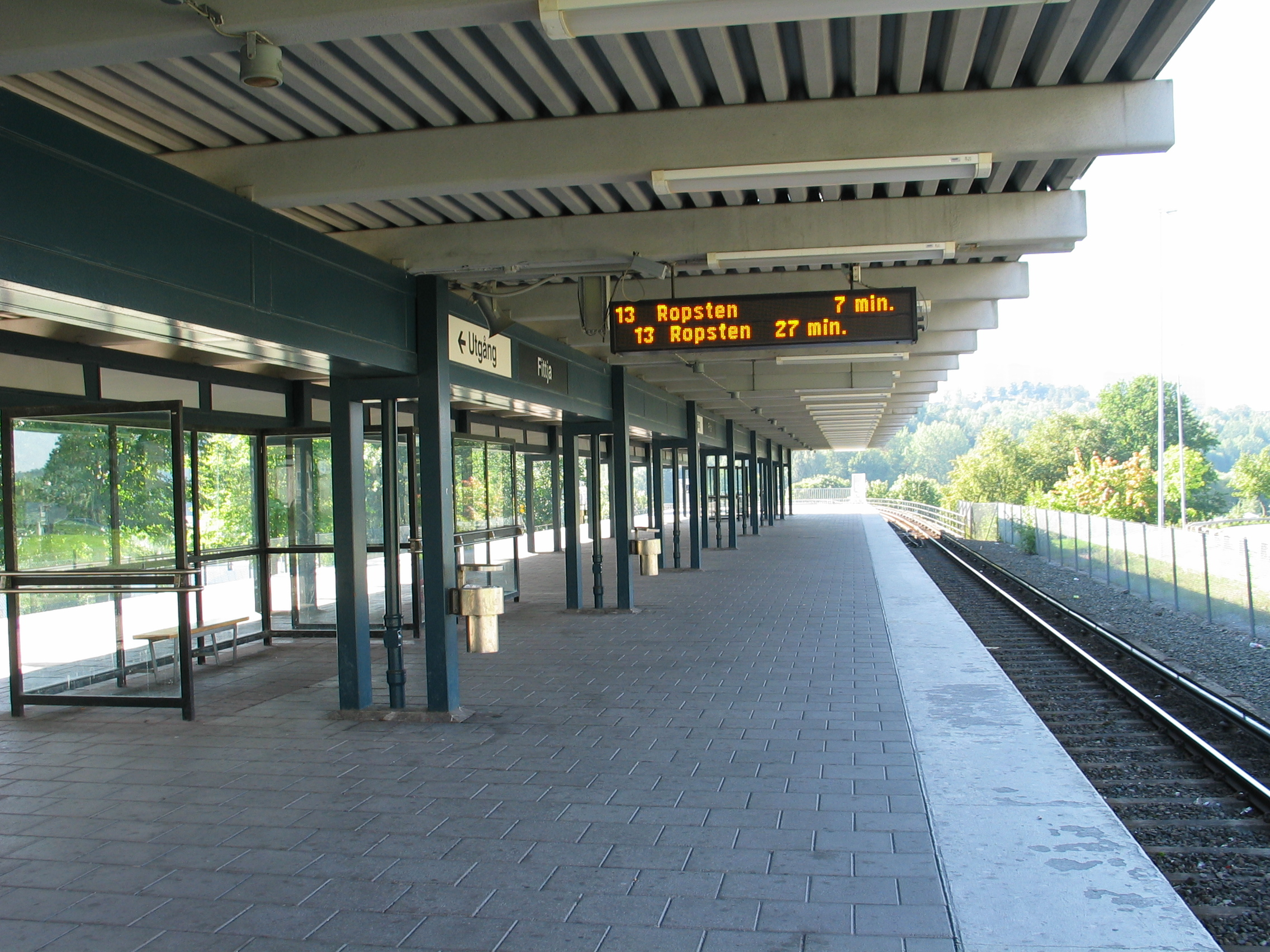
Het metrostation Fittja wordt gebruikt voor T13.

De T13 is een van de twee lijnen van de rode route van de Metro van Stockholm. De lijn is 25,6 km lang, telt 25 stations en het duurt 44 minuten om van het beginpunt naar het eindpunt te reizen. De lijn wordt geëxploiteerd door Storstockholms Lokaltrafik.

## Geschiedenis
Net als eerder bij de T18 en T19 alsmede bij de gelijktijdig geopende T14 was ook de T13 een vervanging van een voorstadstram aan de zuidkant van de stad. De Södra Förstadsbanan (tramlijn 16) werd gebouwd tussen 1911 en 1913 en liep van Södermalm naar Mälarhöjden. De metro is iets noordelijker gelegd heeft minder stations dan de tram haltes. Ten westen van Liljeholmen volgde de tramlijn de Hägerstenvägen tot halverwege de huidige stations Örnsberg en Axelsberg. De eerste twee stations van deze tak, Aspudden en Örnsberg, vervingen dan ook respectievelijk de haltes Aspudden en Jakobsdal die op dezelfde hoogte aan Hägerstenvägen lagen. De tramlijn werd op 4 april 1964 geheel opgeheven terwijl, de dag later geopende, T13 slechts een zijlijntje met twee stations was en de reizigers verder naar het westen hebben nog ruim een jaar moeten wachten op de vervangende metro naar de binnenstad. Halverwege de huidige stations Örnsberg en Axelsberg boog de tram af naar het noorden, hier lag ook de opgeheven halte Fabriksvägen. De tramlijn volgde hier een tracé ten noorden van de metro en had een halte bij de kruising met de Hägerstensallé. Vervolgens ging de Södra Förstadsbanan over een vrije baan, ten zuiden van het metrotracé, via de haltes Axelsberg en Storsvängen verder naar Mäljarhöjden. Deze vrijebaan is nog terug te vinden als pad tussen de villa's van de Kinmanssonsvägen aan de noordkant en de Hägerstensvägen aan de zuidkant. Station Axelsberg verving de haltes Hägerstensallé en Axelsberg. De metro ten westen van Axelsbergtorg volgt een recht tracé in een tunnel in plaats van de bovengrondse vrije baan van de Södra Förstadsbanan.

## Uitbouw
Het aanvankelijke zijlijntje van de rode route is door diverse verlengingen inmiddels de langste tak. In 1965 kwamen er vijf stations bij, vier aan de zuidkant en Östermalmstorg aan de oostkant van het centrum. In maart 1967 volgde nog een station aan de zuidwest kant. Op 2 september 1967, de dag dat Zweden van links verkeer naar rechtsverkeer op de weg omschakelde, volgden nog drie stations aan de noordoost kant en met de opening van Vårberg op 2 december 1967 hadden beide kanten van de lijn de gemeentegrens bereikt. Volgens het metroplan uit 1965 zou de lijn aan beide zijden worden doorgetrokken tot in de aangrenzende gemeenten. Station Ropsten in het noordoosten is gebouwd met het oog op de bouw van een metrobrug naar Lidingö, deze is echter nooit gebouwd zodat het station nu boven een plein "zweeft" waar overgestapt moet worden op de Lidingöbanan. De verlenging naar het zuidwesten is wel gerealiseerd al is het tracé in Botkyrka gewijzigd ten opzichte van het plan. Op 1 oktober 1972 kwam de verlenging tot Fittja tot stand via een tracé door de gemeente Huddinge en een brug over de Albysjön. Volgens de aanvankelijke plannen zou de lijn bij Fittja naar het noorden afbuigen en via een grote lus Alby bereiken. Het gebouwde tracé, dat op 12 januari 1975 werd geopend, loopt echter rechtstreeks van Fittja naar Alby over een lang viaduct en vervolgens verder naar het westen via Hallunda naar het eindpunt Norsborg. Zodoende kent T13 thans 25 stations.

## Toekomst
Tussen 2012 en 2016 is ten westen van Norsborg een deels ondergronds depot gebouwd met het oog op de komst van automatische treinen die in Stockholm als eerste op lijn T13 zullen worden geïntroduceerd. Om dit mogelijk te maken is de hele lijn van een nieuw beveiligingssysteem voorzien.

## Stations
De lijn bestaat uit de volgende metrostations:
| naam                       | opening          | bouwdeel         | rode route sinds | gemeente  | stadsdeel             |
| -------------------------- | ---------------- | ---------------- | ---------------- | --------- | --------------------- |
| Ropsten                    | 2 september 1967 | oost             | 2 september 1967 | Stockholm | Östermalm             |
| Gärdet                     | 2 september 1967 | oost             | 2 september 1967 | Stockholm | Östermalm             |
| Karlaplan                  | 2 september 1967 | oost             | 2 september 1967 | Stockholm | Östermalm             |
| Östermalmstorg             | 16 mei 1965      | Östermalm        | 16 mei 1965      | Stockholm | Östermalm             |
| T-Centralen (hoofdstation) | 24 november 1957 | Binnenstad zuid  | 5 april 1964     | Stockholm | Norrmalm              |
| Gamla stan                 | 24 november 1957 | Binnenstad zuid  | 5 april 1964     | Stockholm | Södermalm             |
| Slussen                    | 1 oktober 1933   | Södertunneln     | 5 april 1964     | Stockholm | Södermalm             |
| Mariatorget                | 5 april 1964     | Södermalm        | 5 april 1964     | Stockholm | Södermalm             |
| Zinkensdamm                | 5 april 1964     | Södermalm        | 5 april 1964     | Stockholm | Södermalm             |
| Hornstull                  | 5 april 1964     | Södermalm        | 5 april 1964     | Stockholm | Södermalm             |
| Liljeholmen                | 5 april 1964     | Midsommarkransen | 5 april 1964     | Stockholm | Hägersten-Liljeholmen |
| Aspudden                   | 5 april 1964     |                  | 5 april 1964     | Stockholm | Hägersten-Liljeholmen |
| Örnsberg                   | 5 april 1964     |                  | 5 april 1964     | Stockholm | Hägersten-Liljeholmen |
| Axelsberg                  | 16 mei 1965      |                  | 16 mei 1965      | Stockholm | Hägersten-Liljeholmen |
| Mälarhöjden                | 16 mei 1965      |                  | 16 mei 1965      | Stockholm | Hägersten-Liljeholmen |
| Bredäng                    | 16 mei 1965      |                  | 16 mei 1965      | Stockholm | Skärholmen            |
| Sätra                      | 16 mei 1965      |                  | 16 mei 1965      | Stockholm | Skärholmen            |
| Skärholmen                 | 1 maart 1967     |                  | 1 maart 1967     | Stockholm | Skärholmen            |
| Vårberg                    | 2 december 1967  |                  | 2 december 1967  | Stockholm | Skärholmen            |
| Vårby gård                 | 1 oktober 1972   |                  | 1 oktober 1972   | Huddinge  | Vårby                 |
| Masmo                      | 1 oktober 1972   |                  | 1 oktober 1972   | Huddinge  | Masmo                 |
| Fittja                     | 1 oktober 1972   |                  | 1 oktober 1972   | Botkyrka  | Fittja                |
| Alby                       | 12 januari 1975  |                  | 12 januari 1975  | Botkyrka  | Alby                  |
| Hallunda                   | 12 januari 1975  |                  | 12 januari 1975  | Botkyrka  | Hallunda              |
| Norsborg                   | 12 januari 1975  |                  | 12 januari 1975  | Botkyrka  | Norsborg              |

T10 · 
T11 · 
T13 · 
T14 ·
T15 · 
T17 · 
T18 · 
T19
Norsborg ·
Hallunda ·
Alby ·
Fittja ·
Masmo ·
Vårby gård ·
Vårberg ·
Skärholmen ·
Sätra ·
Bredäng ·
Mälarhöjden ·
Axelsberg ·
Örnsberg ·
Aspudden ·
Liljeholmen ·
Hornstull ·
Zinkensdamm ·
Mariatorget ·
Slussen ·
Gamla Stan ·
T-Centralen ·
Östermalmstorg ·
Karlaplan ·
Gärdet ·
Ropsten